# Jadwiga Wawrzyniak-Helmińska
Jadwiga Wawrzyniak-Helmińska (ur. 16 września 1902 w Kielcach, zm. 9 czerwca 1991 w Skolimowie) – polska aktorka.

## Kariera
W latach 1925–26 aktorka Zjednoczonych Teatrów Pomorskich. Po II wojnie światowej aktorka Teatru Miejskiego w Białymstoku.
Zmarła w Domu Artystów Weteranów Scen Polskich w Skolimowie.